# Keskvere (Saaremaa)
Keskvere (Duits: Keskfer) is een plaats in de Estlandse gemeente Saaremaa, provincie Saaremaa. De plaats heeft de status van dorp (Estisch: küla).
Tot in december 2014 behoorde Keskvere tot de gemeente Kaarma, daarna tot in oktober 2017 tot de gemeente Lääne-Saare en sindsdien tot de fusiegemeente Saaremaa.

## Bevolking
Het dorp had 9 inwoners op 31 december 2011 en ook 9 inwoners op 31 december 2021.

## Geschiedenis
Keskvere werd voor het eerst genoemd in 1645 onder de naam Kesckfer, een nederzetting op het landgoed van Eikla. In 1977 werd Keskvere bij het buurdorp Piila gevoegd. In 1997 werd het weer een zelfstandig dorp.